# Astrid Roemer
Astrid Heligonda Roemer (Paramaribo, 27 de abril de 1947) es una novelista de Surinam.
En 1966 emigró hacia los Países Bajos, aunque posteriormente retornó a su país para trabajar como maestra. Regresando en 1975 a los Países Bajos, para finalmente asentarse a partir del 2006-2009 nuevamente en Surinam.

## Biografía
Astrid debutó en 1970 utilizando el pseudónimo Zamani con la recopilación de poesías Sasa Mijn actuele zijn. En 1974 publicó su novela Neem mij terug Suriname la que le dio gran popularidad en Surinam. Ella trata sobre clásicos temas de inmigrantes: el viaje de un nativo de Surinam a los Países Bajos y su nostalgia. Desde un punto de vista literario el libro no tuvo éxito y Roemer lo reescribió en Nergens ergens (1983). La novela Waarom zou je huilen, mijn lieve, lieve... (1976) da un encantador cuadro de un hombre indigente que se alegra con haber ganado la lotería hasta que descubre que su destino ha carcomido de ratas. En el cuento corto De wereld heeft gezicht verloren (1975) Roemer por primera vez se ocupa de un tema sobre el que luego volverá en numerosos textos posteriores: el misterio de la naturaleza femenina. La temática de la identidad negra subyace en el texto. Especialmente la 'biografía fragmentada' Over de gekte van een vrouw(1982) fue un gran éxito. La novela Levenslang gedicht (1987) recurre al ciclo de la vida para expresar su estructura y lenguaje metafórico. 

## Obras
- 1974 - Neem mij terug Suriname
- 1975 - De wereld heeft gezicht verloren
- 1982 - Over de gekte van een vrouw
- 1983 - Nergens ergens
- 1985 - En wat dan nog?!
- 1985 - Noordzee Blues
- 1987 - Levenslang gedicht
- 1987 - Waarom zou je huilen mijn lieve, lieve...
- 1987 - Wat heet anders
- 1988 - De achtentwintigste dag
- 1988 - De orde van de dag
- 1988 - Het spoor van de jakhals
- 1989 - Alles wat gelukkig maakt
- 1989 - Oost West Holland Best
- 1990 - Een naam voor de liefde
- 1991 - Dichter bij mij schreeuw ik
- 1993 - Niets wat pijn doet
- 1996 - Gewaagd leven
- 1997 - Lijken op liefde
- 1997 - Suriname
- 1998 - Was getekend
- 2000 - Voetsporen (red. bloemlezing, met Remco Ekkers)
- 2001 - ‘Miauw’
- 2001 - Rosa (Rotterdams Leescadeau)
- 2004 - Zolang ik leef ben ik niet dood